# D. D. Verni

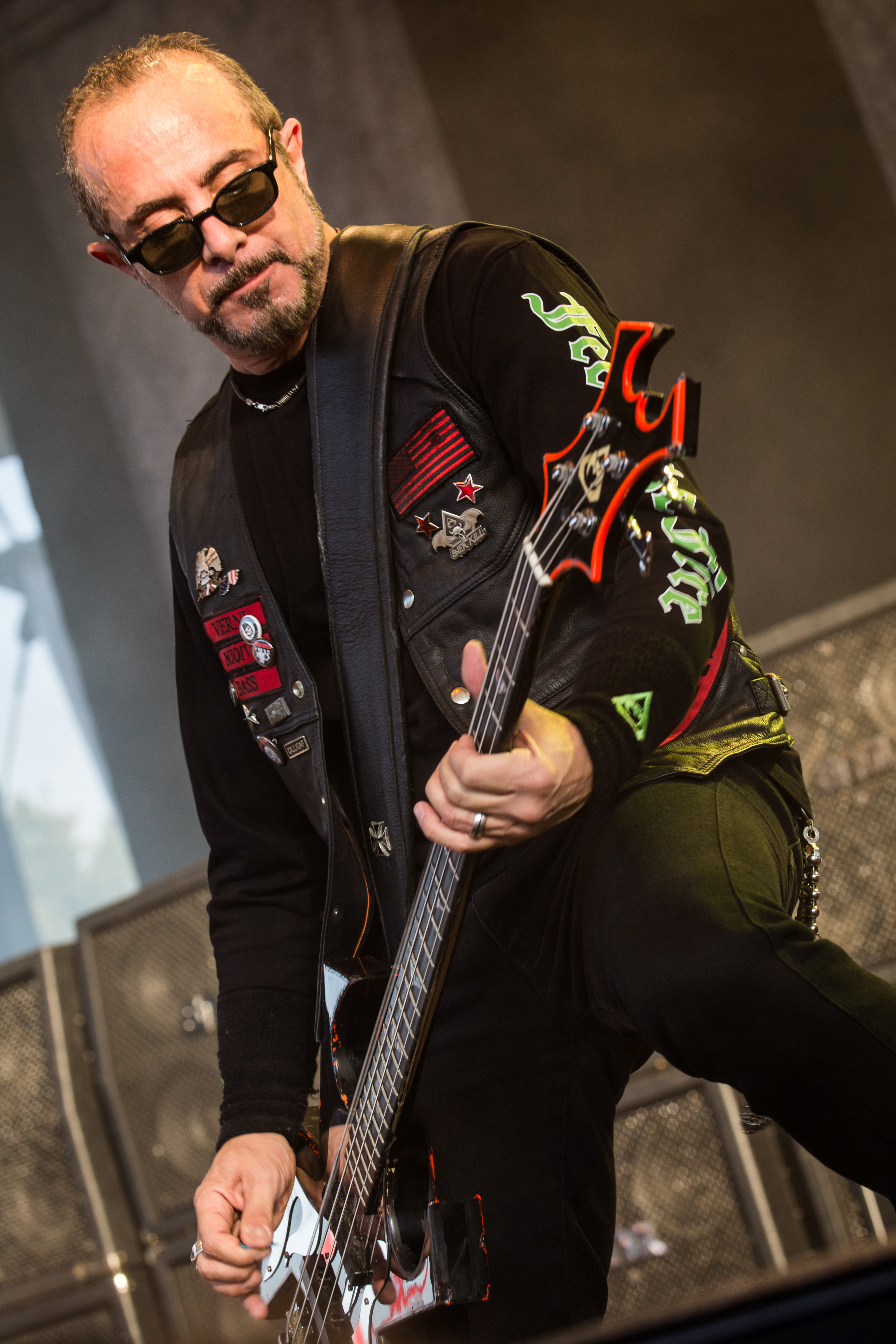
D. D. Verni mit Overkill (2015)

Carlo „D. D.“ Verni (geb. 12. April 1961) ist ein US-amerikanischer Musiker. Er ist Bassist, Hauptsongwriter und Gründungsmitglied der Thrash-Metal-Band Overkill. Er und der Sänger Bobby „Blitz“ Ellsworth sind die einzigen bislang dauerhaften Mitglieder der Band. Zudem veröffentlichte er vier Alben mit seiner anderen Band The Bronx Casket Co. sowie drei Soloalben. Auch schrieb er ein Musical namens The Bronx Casket Co.... A New Musical.

## Werdegang
Bassist D. D. Verni und Schlagzeuger Rat Skates, die sich 1976 auf der High School getroffen hatten, spielten zunächst gemeinsam seit 1979 in einer Punkband namens The Lubricunts, die sich 1980 auflöste. Verni und Skates schalteten dann eine Anzeige, in der sie nach einem Gitarristen und einem Leadsänger suchten. Darauf antworteten der Gitarrist Robert Pisarek und der Sänger Bobby Ellsworth, und die erste Formation von Overkill wurde gegründet. Ihre ersten Coverversionen umfassten Punksongs von den Ramones und den Dead Boys. Ende 1980 hatte die Band zwei Gitarristen angeworben und die Setlist bestand aus Songs von Bands wie Motörhead (Overkill, die Hälfte des Ace-of-Spades-Albums), Judas Priest (Tyrant war ihr letzter Song) und Riot. Neben einigen Heavy-Metal-Covers spielte die Band immer noch eine Handvoll Punk-Covers, wobei zusätzliche Verzerrung, Intensität und Geschwindigkeit Overkill als eine der ersten Thrash-Bands auszeichneten.
Zu diesem Zeitpunkt begann die Band, eigene Songs zu schreiben, darunter Grave Robbers (später umbenannt in Raise The Dead), Overkill und Unleash the Beast (Within). Es folgten weitere Songs, darunter Death Rider (1981) und Rotten to the Core (1982). Overkill hatte bis zu ihrem ersten Demo Power in Black (1983) eine Reihe von Besetzungswechseln erlebt, auf dem die klassische Besetzung mit Verni, Sänger Bobby „Blitz“ Ellsworth, Schlagzeuger Rat Skates und Gitarrist Bobby Gustafson zu hören war. Die Band wurde zu einem festen Bestandteil in New Yorker und New Jerseyer Clubs wie L’Amours. Seit dem Ausscheiden von Skates und Gustafson (1987 bzw. 1990) gab es zahlreiche weitere Besetzungswechsel, und Verni und Ellsworth sind die einzigen verbliebenen Originalmitglieder von Overkill. Verni ist seit Horrorscope (1991) auch der alleinige Songwriter für die Musik der Band.
Overkill veröffentlichten 1985 ihr erstes Album Feel the Fire und halfen zusammen mit ihren Zeitgenossen (darunter Metallica, Exodus, Slayer, Megadeth und Anthrax) dabei, das Musikgenre Thrash Metal zu definieren. Overkill haben 20 Studioalben sowie zwei Live-Alben und EPs sowie mehrere DVDs veröffentlicht. Vernis charakteristischer, klarer Basssound, den er in der Regel mithilfe eines Plektrums erzeugt, wird dabei häufig hervorgehoben.
Verni veröffentlichte am 12. Oktober 2018 sein erstes Soloalbum Barricade. Außerdem veröffentlichte er am 17. September 2021 ein Debütalbum unter dem Namen D.D. Verni & The Cadillac Band, Let’s Rattle.
Am 26. Juli 2024 veröffentlichte Verni sein zweites Soloalbum, Dreadful Company. Damit bewegte sich Verni in eine Punkrock-Richtung.